# Lijst van gouverneurs van Gujarat
Dit is een lijst van gouverneurs van de Indiase deelstaat Gujarat. De gouverneur is hoofd van de deelstaat en wordt voor een termijn van vijf jaar aangewezen door de president. De rol van de gouverneur is hoofdzakelijk ceremonieel en de echte uitvoerende macht ligt bij de ministerraad, met aan het hoofd de chief minister.
| #   | Naam                              | Begin termijn    | Einde termijn    |
| --- | --------------------------------- | ---------------- | ---------------- |
| 1   | Mehdi Nawaz Jung                  | 1 mei 1960       | 1 augustus 1965  |
| 2   | Nityanand Kanungo                 | 1 augustus 1965  | 7 december 1967  |
| wnd | P. N. Bhagwati                    | 7 december 1967  | 26 december 1967 |
| 3   | Shriman Narayan                   | 26 december 1967 | 17 maart 1973    |
| wnd | P. N. Bhagwati                    | 17 maart 1973    | 4 april 1973     |
| 4   | Kambanthodath Kunhan Vishwanatham | 4 april 1973     | 14 augustus 1978 |
| 5   | Sharda Mukherjee                  | 14 augustus 1978 | 6 augustus 1983  |
| 6   | Kizhekethil Mathew Chandy         | 6 augustus 1983  | 26 april 1984    |
| 7   | Braj Kumar Nehru                  | 26 april 1984    | 26 februari 1986 |
| 8   | Ram Krishna Trivedi               | 26 februari 1986 | 2 mei 1990       |
| 9   | Mahipal Shastri                   | 2 mei 1990       | 21 december 1990 |
| 10  | Sarup Singh                       | 21 december 1990 | 1 juli 1995      |
| 11  | Naresh Chandra                    | 1 juli 1995      | 1 maart 1996     |
| 12  | Krishna Pal Singh                 | 1 maart 1996     | 25 april 1998    |
| 13  | Anshuman Singh                    | 25 april 1998    | 16 januari 1999  |
| wnd | K. G. Balakrishnan                | 16 januari 1999  | 18 maart 1999    |
| 14  | Sunder Singh Bhandari             | 18 maart 1999    | 7 mei 2003       |
| 15  | Kailashpati Mishra                | 7 mei 2003       | 2 juli 2004      |
| 16  | Balram Jakhar                     | 2 juli 2004      | 24 juli 2004     |
| 17  | Nawal Kishore Sharma              | 24 juli 2004     | 24 juli 2009     |
| wnd | S. C. Jamir                       | 30 juli 2009     | 26 november 2009 |
| 18  | Kamla Beniwal                     | 27 november 2009 | 6 juli 2014      |
| wnd | Margaret Alva                     | 7 juli 2014      | 15 juli 2014     |
| 19  | Om Prakash Kohli                  | 16 juli 2014     | 21 juli 2019     |
| 20  | Acharya Devvrat                   | 22 juli 2019     | huidig           |